# Перри, Уильям Джеймс
Уи́льям Джеймс Пе́рри (англ. William James Perry; род. 11 октября 1927, Вандергрифт) — американский бизнесмен и инженер, министр обороны США с 3 февраля 1994 года до 23 января 1997 года.

## Биография
Родился в Пенсильвании. После окончания школы, в 1946—1947 годах служил в армии США, в том числе в оккупированной Японии.
В 1950 году окончил Стэнфордский университет. В 1954—1964 годах был директором оборонной исследовательской лаборатории, входившей в компанию GTE.
В 1964—1977 годах — президент основанной им компании ESL Incorporated, производившей электронику.
С 1977 по 1981 годы — заместитель министра обороны по исследованиям и разработкам, руководил закупкой и разработкой новых вооружений.
В 1981—1985 годах — управляющий директор инвестиционной компании Hambrecht & Quist в Сан-Франциско.
Был заместителем Министра обороны США с 1993 года по 1994 года.
Министр обороны США с 3 февраля 1994 года до 23 января 1997 года.
В марте 1994 года Перри совершил поездку в Россию, Беларусь, Украину и Казахстан. Обсуждалась ликвидация бывшего советского ядерного оружия на территории Беларуси, Украины и Казахстана. 17 марта 1994 Перри в Москве встретился с министром обороны РФ Павлом Грачевым. В этот же день состоялись встречи и переговоры Уильяма Перри с первым заместителем министра обороны РФ Андреем Кокошиным и начальником Генерального штаба ВС РФ генерал-полковником Михаилом Колесниковым.
В январе 1995 года публично выступил в поддержку программы Нанна — Лугара, сообщив о снятии 2600 советских ядерных боеголовок с носителей (ракет и самолётов) и перевозке 900 боеголовок из Беларуси, Украины и Казахстана в Россию. Также он рассказал о «проекте Сапфир» — вывозе американцами из Казахстана 600 тонн высокообогащённого урана. Перри сказал: «Советский ядерный комплекс подобен гидре — многоглавому чудовищу из греческой мифологии. Бесполезно просто отсекать боеголовки, нужно уничтожить само чудовище, иначе появятся новые боеголовки».
В апреле 1995 года Перри совершил поездку по постсоветским республикам по маршруту Киев — Москва — Алма-Ата — Ташкент.
В мае 1995 года Перри посетил украинско-американские учения «Щит мира-95» прошедшие на Яворовском военном полигоне.
В 1996 году Перри посетил учения «Щит мира-96» на Украине. Затем он посетил уничтоженную ракетную базу около города Первомайск в Николаевской области. Там 4 июня 1996 года состоялась встреча Перри, министра обороны России Павла Грачёва и министра обороны Украины Шмарова. Было объявлено, что на территории Украины не осталось ни одного ракетно-ядерного боеприпаса.
В октябре 1996 года Перри приезжал в Москву, где выступил перед депутатами Думы, пытаясь убедить их ратифицировать договор СНВ-2.
Является членом Наблюдательного совета Международного Люксембургского форума по предотвращению ядерной катастрофы.
26 августа 2014 года опубликовал статью, написанную совместно с Джорджем Шульцем, в которой рекомендовал поддержать Украину поставками вооружений и подготовкой войск и усилить санкции против России.

## Награды

### Государственные
- Президентская медаль Свободы с отличием (1997)[8][9][10][11].
- Медаль Министерства обороны «За выдающуюся гражданскую службу»[англ.] (1980, 1981)[12][13][14].
- Медаль министерства Армии «За похвальную гражданскую службу»[англ.] (1962, 1997)[12][15].
- Медаль Военно-воздушных сил «За похвальную гражданскую службу»[англ.] (1997)[12][15].
- Медаль Военно-морского флота «За похвальную гражданскую службу»[англ.] (1997)[12][15].
- Медаль Оборонного разведывательного агентства «За похвальную гражданскую службу»[англ.] (1977, 1997)[12][13][15].
- Медаль Национальной аэронавигационной и космической администрации «За выдающуюся службу» (1981)[12][13][15].
- Медаль Береговой охраны «За общественную службу»[англ.] (1997)[12][15].

### Иностранные
- Орден «За заслуги перед Федеративной Республикой Германия» степени кавалера Командорского креста (Германия, 1981)[13][14][16].
- Орден «За заслуги» степени Великого офицера (Франция, 1982)[13][14][16].
- Орден Заслуг перед Республикой Польша степени кавалера Большого креста (Польша, 1996)[17].
- Орден «За заслуги» I степени (Украина, 1997) — за выдающийся личный вклад в укрепление военно-политического партнёрства Украины и Соединённых Штатов Америки, становление Вооружённых Сил Украины, формирование эффективной структуры международной безопасности, создание и развитие программы «Партнёрство ради мира»[18]. Вручён президентом Украины Леонидом Кучмой в резиденции «Блэр-хаус[англ.]» в Вашингтоне[19][20].
- Золотой орден Свободы (Словения, 1997)[21][22]. Вручён послом Словении в США Эрнестом Петричем[словен.][23].
- Орден Короля Дмитара Звонимира (Хорватия, 1998)[24].
- Орден Британской империи степени Рыцаря-командора (Великобритания, 1998)[15][25][26].
- Великий офицер ордена «За заслуги» (Румыния, 2000)[27].
- Орден Восходящего солнца с Большой лентой (Япония, 2002)[26][28][29].
- Также удостоен наград Албании, Бахрейна, Венгрии, Кореи[12][15].